# Val-de-Chalvagne
Val-de-Chalvagne település Franciaországban, Alpes-de-Haute-Provence megyében. Lakosainak száma 83 fő (2022. január 1.). Val-de-Chalvagne Entrevaux, La Rochette, Ubraye, Amirat és Briançonnet községekkel határos.

## Népesség
A település népessége az elmúlt években az alábbi módon változott:
| Lakosok száma | 11   | 68   | 38   | 61   | 82   | 88   | 87   | 86   | 85   | 83   |
|               | 1968 | 1982 | 1990 | 2006 | 2013 | 2015 | 2017 | 2019 | 2020 | 2022 |